# Вела (мыс)
Мыс Вела (Cabo de la Vela) (с испанского — «мыс паруса») — мыс на полуострове Гуахира в Колумбии, рядом расположена маленькая рыбацкая деревушка Cabo Pez Amarillo. Мыс является популярным объектом экологического туризма в Карибском регионе Колумбии.

## История
Мыс был впервые обнаружен испанским мореплавателем Хуаном де ла Косой в 1499 году во время своего четвёртого путешествия в качестве лоцмана экспедиции Алонсо де Охеды, что делает мыс Вела вместе с заливом Пария первыми местами материковой Южной Америки, которые посетили европейцы. Своё название мыс берёт от первого впечатления, которое он произвёл на своих первооткрывателей: бледный выступающий силуэт мыса на фоне плоской местности пустыни вызвал ассоциации у испанцев с их парусом.

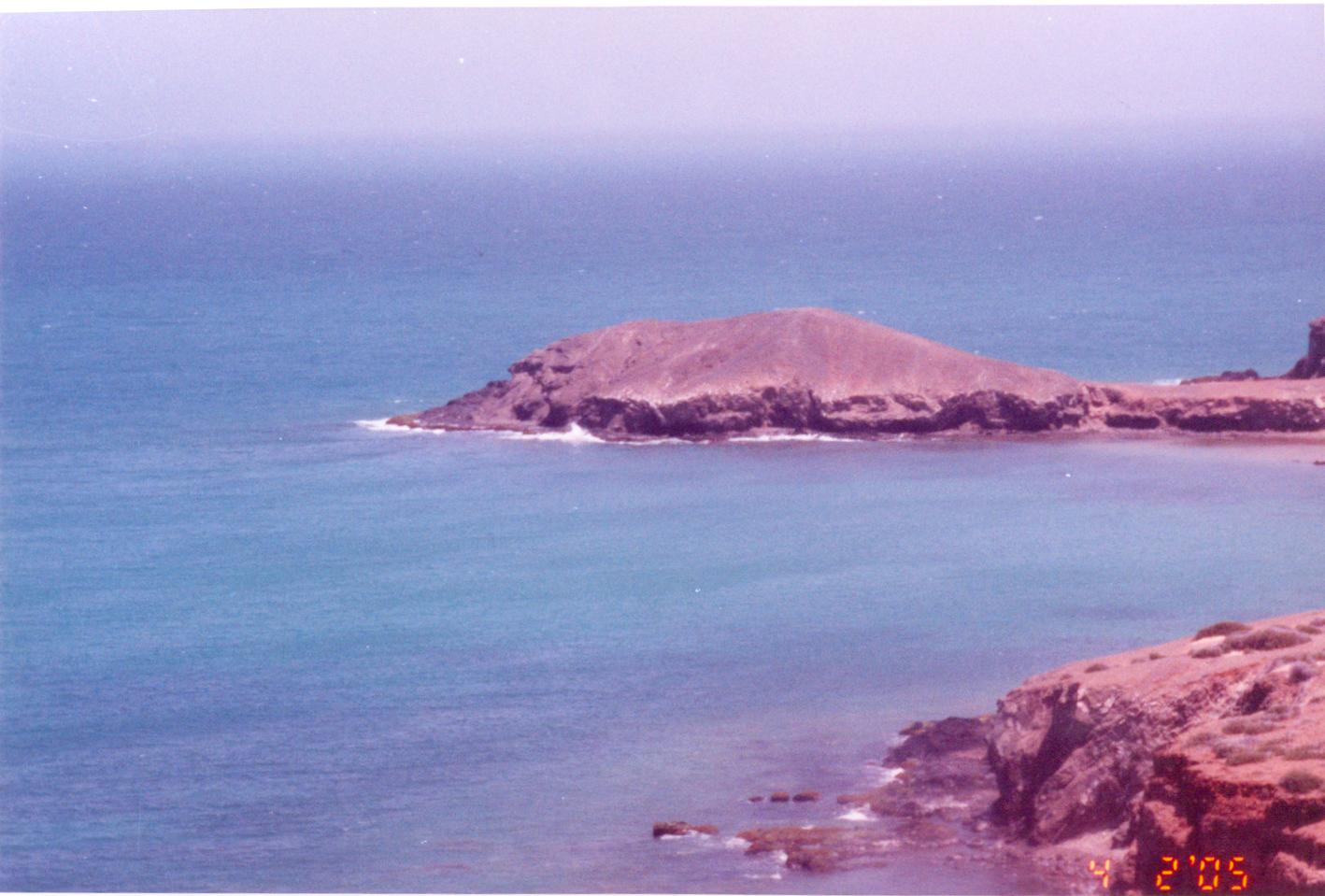
Мыс Вела с южной стороны

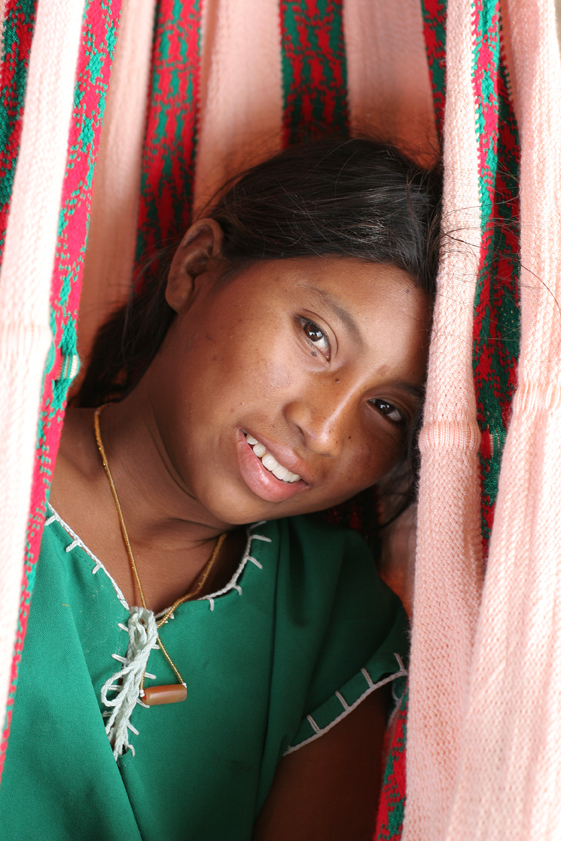
Женщина вайю

Первое поселение на прилежащей к мысу территории было основано немецким авантюристом Николаусом Федерманом в 1535 году и называлось оно Нуэстра-Сеньора-Санта-Мария-де-лос-Ремедиос-дель-Кабо-де-ла-Вела, первое поселение на Гуахире. Добываемый здесь жемчуг стал причиной многих атак коренных вайю и других испанских завоевателей из соседних Правительства Санта-Марты и Провинции Новой Андалусии, вынудив жителей деревни переехать на место современной Риоача в 1544 году всё тем же Николаусом Федерманом.
Коренными жителями местности были этнические группы араваков, которые остались свободными, отразив нападения испанцев. Их потомки, народ вайю, ныне продолжают населять эту территорию. Мыс Вела (Хепирра на языке гуахиро) — священное место для них, вайя верит в то, что с этого места души умерших отправляются отсюда в загробный мир для встречи со своими предками.

## Описание
Мыс на суше окружён пустыней Гуахира. В районе мыса находятся соляные лагуны и ватты с популяциями красного фламинго.